# (3566) Levitan
(3566) Levitan (1979 YA9) – planetoida z pasa głównego asteroid okrążająca Słońce w ciągu 3,63 lat w średniej odległości 2,36 j.a. Odkryła ją Ludmiła Żurawlowa 24 grudnia 1979 roku.